# Amy Coney Barrett
Amy Vivian Coney Barrett (sinh ngày 28 tháng 1 năm 1972)  là một Thẩm phán Tối cao Pháp viện Hoa Kỳ, là một luật sư, nhà luật học và học giả, từng phục vụ với cương vị thẩm phán liên bang tại Tòa thượng thẩm thứ bảy Hoa Kỳ. Học vấn của Barrett tập trung vào chủ nghĩa nguyên bản.
Tổng thống Mỹ Donald Trump đã đề cử Barrett vào Tòa phúc thẩm số bảy vào ngày 8 tháng 5 năm 2017 và Thượng viện đã chấp thuận đề cử bà vào ngày 31 tháng 10 năm 2017. Trong khi phục vụ tại băng ghế liên bang, bà là giáo sư luật tại Trường Luật Notre Dame, nơi bà đã giảng dạy về thủ tục dân sự, luật hiến pháp và cách giải thích theo luật định.
Mười một tháng sau khi được chấp thuận bổ nhiệm vào Tòa án phúc thẩm số bảy, Barrett được thêm vào danh sách các ứng cử viên tiềm năng của Tòa án tối cao của Tổng thống Trump. 
Vào ngày 26 tháng 9 năm 2020, Trump đề cử Barrett vào Tòa án Tối cao Hoa Kỳ, tám ngày sau cái chết của thẩm phán Tòa án tối cao Ruth Bader Ginsburg.
 Ngày 26 tháng 10 năm 2020, Thượng viện Hoa Kỳ bỏ phiếu phiếu với tỉ lệ 52-48 phê chuẩn Barrett làm Thẩm phán Tòa án Tối cao.

## Tiểu sử
Amy Vivian Coney sinh ngày 28 tháng 1 năm 1972 ở New Orleans, Louisiana. Bà là con cả trong gia đình có bảy người con, với năm em gái và một em trai. Cha bà, Michael Coney, làm luật sư cho Shell Oil Company, còn mẹ bà, Linda là giáo viên tiếng Pháp cấp ba. Bà lớn lên ở Metairie, ngoại ô New Orleans, và tốt nghiệp từ Trường trung học phổ thông St. Mary's Dominican, trường trung học toàn nữ Công giáo La Mã, năm 1990.
Barrett học văn học Anh tại Rhodes College ở Memphis, Tennessee. Bà tốt nghiệp năm 1994 với bằng cử nhân Văn khoa magna cum laude và được giới thiệu vào Phi Beta Kappa. Sau đó, bà theo học luật tại Trường Luật Notre Dame với học bổng toàn phần. Bà là một biên tập viên điều hành của Notre Dame Law Review và tốt nghiệp thủ khoa của lớp vào năm 1997 với Juris Doctor summa cum laude.